# Ерік Толедано
Е́рік Толеда́но (фр. Éric Toledano; нар. 3 липня 1971, Париж, Франція) — французький кінорежисер та сценарист.

## Біографія
Ерік Толедано народився 3 липня 1971 року в Парижі в сім'ї вихідців з марокканського міста Мекнеса. У 1989 році, після закінчення середньої школи, Ерік, відчувши потребу «побачити світ», подорожував за кордоном, зокрема у США, де прожив кілька місяців. Рік потому він вступив до університету, щоб вивчати літературу і політологію. У 1993 році Толедано отримав ступінь бакалавра мистецтв та кіно в Університеті Париж III Нова Сорбонна та у 1995 році в Сорбонні ступінь магістра з політології за спеціалізацією «Політична соціологія», вступивши по цій темі до аспірантури.

## Кар'єра в кіно
Під час навчання, у 1993 році, Ерік Толедано отримав свій перший кінематографічний досвід під час роботи асистентом режисерки Діани Кюрі на зйомках її фільму «У божевіллі» («Шість днів, шість ночей»). Згодом, у 1995 році, Толедано як співрежисер Олів'є Накаша зняв свій перший короткометражний фільм «Цілодобово». Після цього Толедано і Накаш співпрацюють як режисери та сценаристи на усіма подальшими своїми роботами.
Після кільком короткометражок, у 2005 році Ерік Толедано у співавторстві з Олів'є Накашем поставив перший повнометражний фільм «Я волію, щоб ми залишилися друзями…», головні ролі у якому зіграли Жерар Депардьє і Жан-Поль Рув.
Найвідомішою роботою Еріка Толедано як режисера і сценариста став фільм 2011 року «Недоторканні» (1+1), поставлений з Олів'є Накашем за участі Франсуа Клюзе та Омара Сі в головних ролях. Стрічка була номінована на отримання багатьох престижних кінопремій та виборола низку фестивальних та професійних кінонагород.
У 2014 році Ерік Толенадо та Олів'є Накаш екранізували роман Дельфіни Кулен «Самба для Франції», поставивши драматичну комедію Самба з Омар Сі в головній ролі.

## Фільмографія
Режисер та сценарист (спільно з Олів'є Накашем)
| Рік  | Українська назва                    | Оригінальна назва           | Примітки         |
| ---- | ----------------------------------- | --------------------------- | ---------------- |
| 1995 | Цілодобово                          | Le jour et la nuit          | короткометражний |
| 1999 | Частка тіні                         | La part de l'ombre          | короткометражний |
| 1999 | Незручність                         | Les petits souliers         | короткометражний |
| 2000 | Ці щасливі дні                      | Ces jours heureux           | короткометражний |
| 2005 | Я волію, щоб ми залишилися друзями… | Je préfère qu'on reste amis |                  |
| 2006 | Літній табір                        | Nos jours heureux           |                  |
| 2009 | Так близько                         | Tellement proches           |                  |
| 2011 | Недоторканні                        | Intouchables                |                  |
| 2014 | Самба                               | Samba                       |                  |
| 2017 | 1+1=Весілля                         | Le sens de la fête          |                  |

## Визнання
| Нагороди та номінації Еріка Толедано | Нагороди та номінації Еріка Толедано                   | Нагороди та номінації Еріка Толедано   | Нагороди та номінації Еріка Толедано |
| Рік                                  | Категорія                                              | Фільм                                  | Результат                            |
| ------------------------------------ | ------------------------------------------------------ | -------------------------------------- | ------------------------------------ |
| Паризький кінофестиваль              |                                                        |                                        |                                      |
| 1999                                 | Найкращий короткометражний фільм                       | Незручність (з Олів'є Накашем)         | Перемога                             |
| 2000                                 | Найкращий короткометражний фільм                       | Частка тіні (з Івон Марсіано)          | Перемога                             |
| Міжнародний кінофестиваль у Токіо    |                                                        |                                        |                                      |
| 2011                                 | Ґран-прі «Токійська сакура»                            | Недоторканні (з Олів'є Накашем)        | Перемога                             |
| Премія «Люм'єр»                      |                                                        |                                        |                                      |
| 2012                                 | Найкращий фільм                                        | Недоторканні                           | Номінація                            |
| 2018                                 | Найкращий фільм                                        | 1+1=Весілля                            | Номінація                            |
| 2018                                 | Найкращий сценарій                                     | 1+1=Весілля (спільно з Олів'є Накашем) | Номінація                            |
| Премія «Сезар»                       |                                                        |                                        |                                      |
| 2012                                 | Найкращий фільм                                        | Недоторканні                           | Номінація                            |
| 2012                                 | Найкраща режисерська робота                            | Недоторканні (з Олів'є Накашем)        | Номінація                            |
| 2012                                 | Найкращий сценарій                                     | Недоторканні (з Олів'є Накашем)        | Номінація                            |
| 2018                                 | Найкращий фільм                                        | 1+1=Весілля                            | Номінація                            |
| 2018                                 | Найкраща режисерська робота                            | 1+1=Весілля                            | Номінація                            |
| 2018                                 | Найкращий сценарій                                     | 1+1=Весілля                            | Номінація                            |
| Давид ді Донателло                   |                                                        |                                        |                                      |
| 2012                                 | Найкращий європейський фільм                           | Недоторканні (з Олів'є Накашем)        | Перемога                             |
| Кришталевий глобус                   |                                                        |                                        |                                      |
| 2012                                 | Найкращий фільм                                        | Недоторканні (з Олів'є Накашем)        | Перемога                             |
| Сараєвський кінофестиваль            |                                                        |                                        |                                      |
| 2012                                 | Приз глядацької аудиторії                              | Недоторканні (з Олів'є Накашем)        | Перемога                             |
| Кінофестиваль у Нантакеті            |                                                        |                                        |                                      |
| 2012                                 | Приз глядацької аудиторії                              | Недоторканні (з Олів'є Накашем)        | Перемога                             |
| Кінофестиваль у Вісконсині           |                                                        |                                        |                                      |
| 2012                                 | Приз глядацької аудиторії                              | Недоторканні (з Олів'є Накашем)        | Перемога                             |
| Приз Європейської кіноакадемії       |                                                        |                                        |                                      |
| 2012                                 | Найкращий фільм                                        | Недоторканні                           | Номінація                            |
| 2012                                 | Найкращий сценарист                                    | Недоторканні (з Олів'є Накашем)        | Номінація                            |
| 2012                                 | Приз глядацьких симпатій за найкращий фільм            | Недоторканні (з Олів'є Накашем)        | Номінація                            |
| 2018                                 | Найкращий комедійний фільм                             | 1+1=Весілля (з Олів'є Накашем)         | Номінація                            |
| 2018                                 | Приз глядацьких симпатій за найкращий фільм            | 1+1=Весілля (з Олів'є Накашем)         | Номінація                            |
| Премія BAFTA                         |                                                        |                                        |                                      |
| 2013                                 | Найкращий неангломовний фільм                          | Недоторканні                           | Номінація                            |
| Премія Гойя                          |                                                        |                                        |                                      |
| 2013                                 | Найкращий європейський фільм                           | Недоторканні                           | Перемога                             |
| Премія Сан Жорді                     |                                                        |                                        |                                      |
| 2013                                 | Приз глядацької аудиторії за найкращий іноземний фільм | Недоторканні                           | Перемога                             |